# 波弗蒂里奇 (伊利諾伊州)
波弗蒂里奇（英語：Poverty Ridge）是位於美國伊利諾伊州富爾頓縣的一個非建制地區。該地的面積和人口皆未知。

## 地理
波弗蒂里奇的座標為40°27′43″N 90°20′27″W / 40.46194°N 90.34083°W，而該地的平均海拔高度為202米（即663英尺）。